# Parafia Niepokalanego Serca Najświętszej Maryi Panny w Irkucku
Parafia Niepokalanego Serca Najświętszej Maryi Panny w Irkucku – rzymskokatolicka parafia znajdująca się w Irkucku, w diecezji Świętego Józefa w Irkucku, w dekanacie irkuckim, w Rosji. Parafia katedralna tej diecezji. Parafię prowadzą ojcowie werbiści.
Msze święte sprawowane są również w języku polskim. Kapłani z tej parafii sprawują opiekę duszpasterską również w parafii Wniebowzięcia Najświętszej Maryi Panny w Irkucku.

## Historia
Parafia powstała przy konsekrowanym w 2000 kościele Niepokalanego Serca Najświętszej Maryi Panny w Irkucku, jako druga parafia katolicka w mieście. Od 2002 parafia katedralna diecezji Świętego Józefa w Irkucku.